# 민호의 음반 목록
민호는 대한민국 남자 가수이자 배우이다. 민호는 지금까지 1장의 정규, 1장의 EP, 2장의 싱글을 발매했다.